# Черлюнчакевич Микола Олександрович
Микола Олександрович Черлюнчакевич (1876, село Опша Люблінської губернії, тепер Польща — розстріляний 28 липня 1938, місто Москва, тепер Російська Федерація) — радянський діяч, заступник народного комісара внутрішніх справ Української СРР, член Верховного суду СРСР. Член ВУЦВК.

## Життєпис
Народився в Люблінській губернії на Холмщині. Походив із родини службовця. 
Закінчив Московський університет, юрист.
Брав участь у революційному русі, був членом ППС з 1907 року.
Учасник громадянської війни в Росії. Член РКП(б).
На 1922—1926 роки — заступник народного комісара внутрішніх справ Української СРР. У 1923 і 1924 роках деякий час виконував обов'язки народного комісара внутрішніх справ Української СРР.
Автор монографії «Национальный состав Советской Украины» (Харків, 1925), наукових праць з демографії та міграції населення.
Потім жив і працював у Москві. Один із очільників пенітенціарної системи СРСР, завідувач відділу судоустрою і судового нагляду (організаційно-інструкторського) Верховного суду СРСР.
До квітня 1938 року — член Верховного суду СРСР.
17 квітня 1938 року заарештований органами НКВС. 28 липня 1938 року засуджений до страти, того ж дня розстріляний. Похований на полігоні «Комунарка» біля Москви.
Посмертно реабілітований у березні 1956 року.